# Marie Louise Madeleine Victoire Le Bel de La Boissière de Séry
Marie Louise Madeleine Victoire Le Bel de La Boissière de Séry, comtesse d'Argenton, dite Mademoiselle de Séry, est une aristocrate française, maîtresse du duc d'Orléans, née à Rouen vers 1684, et morte à Paris le 4 mars 1748.

## Biographie
Marie Louise Madeleine Victoire Le Bel de La Boissière de Séry est la fille de Daniel Le Bel (†1710), seigneur de La Boissière, attaché à l'ambassade de Hollande en 1700. Son père s'était marié en premières noces avec Marie-Anne de Masparault, puis après sa mort, en 1682, avec Geneviève-Antoinette du Cerceau qui doit être sa mère d'après D'Hozier. Elle est la petite-fille de Louis Le Bel marié à Louise de La Mothe-Houdancourt. Elle a été élevée avec sa sœur à l'abbaye de Gomerfontaine où leur tante était religieuse.
Grâce à la médiation de Charlotte de La Mothe-Houdancourt, duchesse de Ventadour, une de ses parentes éloignées, elle devient une demoiselle d'honneur d'Élisabeth-Charlotte de Bavière, princesse palatine, duchesse d'Orléans, mariée à Philippe d'Orléans, frère du roi Louis XIV. Cette dernière a un fils, Philippe d'Orléans, qui est Régent après la mort de son oncle, le roi Louis XIV.
Mademoiselle de Séry, décrite comme gracieuse et pleine d'esprit, devient la maîtresse de Philippe d'Orléans. D'après Saint-Simon:
« C'était une jeune fille de condition, sans aucun bien, jolie, piquante, d'un air vif, mutin, capricieux et plaisant. Cet air ne tenait que trop ce qu'il promettait. M. le duc d'Orléans s'attacha à elle de plus en plus. Elle était impérieuse et le lui fit sentir; il n'en était que plus amoureux et plus soumis. »
Elle attend un premier enfant de cette liaison, mais fait une fausse couche. De nouveau enceinte, elle perd sa place de dame d'honneur. Son amant fait construire une maison près du Palais-Royal, rue des Bons-Enfants, décorée d'un plafond peint par Antoine Coypel aidé de Philippe Meusnier, « digne du festin de Raphael à Rome ». Elle donne naissance à un fils, Jean Philippe d'Orléans, le 28 août 1702. Il est baptisé en 1706 à Chilly, seigneurie d'un fidèle du duc d'Orléans, Antoine II Coëffier de Ruzé d'Effiat. Le duc d'Orléans le reconnaît en juillet 1706. Pour lui faire plaisir, le duc d'Orléans lui a donné la terre d'Argenton et obtenu du roi en 1706 des lettres patentes lui permettant de porter le nom de Madame et le titre de comtesse d'Argenton. Le scandale fut considérable:
« Nul exemple pour lui donner le nom de Madame; c'était un honneur réservé aux filles de France, aux duchesses, et depuis l'invention de Louis XIII que j'ai rapportée en son lieu, pour Mlle d'Hautefort, aux dames d'atours. Ces obstacles n'arrêtèrent ni la maîtresse ni son amant. Il lui fit don de la terre d'Argenton, et força la complaisance du roi, quoique avec beaucoup de peine d'accorder des lettres patentes portant permission à Mlle de Sery de prendre le nom de madame et de comtesse d'Argenton. Cela était inouï. On craignit les difficultés de l'enregistrement. M. le duc d'Orléans, prêt à partir et accablé d'affaires, alla lui-même chez le premier président et chez le procureur général, et l'enregistrement fut fait. Son choix pour l'Italie avait été reçu avec le plus grand applaudissement de la ville et de la cour. Cette nouveauté ralentit cette joie et fit fort crier; mais un homme bien amoureux ne pense qu'à satisfaire sa maîtresse et à lui tout sacrifier. »
En 1710, le duc d'Orléans a fait une fête à Saint-Cloud pour la réception de son oncle, l'Électeur de Bavière. La présence à cette fête de la comtesse d'Argenton a courroucé le roi Louis XIV qui s'est alors éloigné du duc d'Orléans. Le duc de Saint-Simon, proche du duc d'Orléans, lui a conseillé de rompre à sa maîtresse, ce qu'il fait en janvier 1710. La comtesse d'Argenton s'est alors retiré près de son père, à Pont-Sainte-Maxence. En la quittant, le duc d'Orléans lui a assuré 40 000 livres de rente pour tenir son rang. L'hôtel de la rue des Bons-Enfants est mis en vente le lendemain de la rupture.
En 1713, elle a épousé Charles-Rodrigue Gonzague de Forbin, chevalier d'Oppède, neveu du cardinal de Janson, qui la traitait rudement. Il est tué le 9 novembre 1717 d'un coup d'épée du chevalier de Barrère dans un duel. Devenue veuve, elle ne s'est pas remariée et a habité entre Paris et Argenton et on ne sait plus rien d'elle. Le duc de Saint-Simon dit qu'elle a pris un amant de 16 ans, le chevalier d'Alleurs.